# Kurdistan del Nord
El Kurdistan del Nord o Kurdistan turc (en kurd: Bakurê Kurdistanê) fa referència a la part sud-est de l'Estat turc, on el poble kurd conforma el grup ètnic majoritari. L'Institut Kurd de París calcula que hi ha 20 milions de kurds que viuen a Turquia, la majoria d'ells al sud-est.
El Kurdistan del Nord es considera una de les quatre parts del Kurdistan, que també inclou el Kurdistan Occidental, al nord de Síria, el Kurdistan del Sud, nord de l'Iraq, i el Kurdistan Oriental, al nord-oest de l'Iran.